# 王家寺
王家寺，位于中国青海省同仁县曲库乎乡木合萨村，为第八批青海省文物保护单位，公布日期为2008年4月10日，类型为古建筑。
王家寺的历史年代为清。